# マルフィン
マルフィン（ポルトガル語: marfim）あるいはパウマルフィン（ポルトガル語: pau-marfim）はミカン科の木本の一種である。マルフィンはポルトガル語では通常〈象牙〉を表すが、これは本種から得られる材の色を指す。この木材は有用であるが、原産地である南米中南部で話されるグアラニー語名が〈蠅の木〉あるいは〈ブヨの木〉の意味を持つように、虫害には弱い。

## 特徴

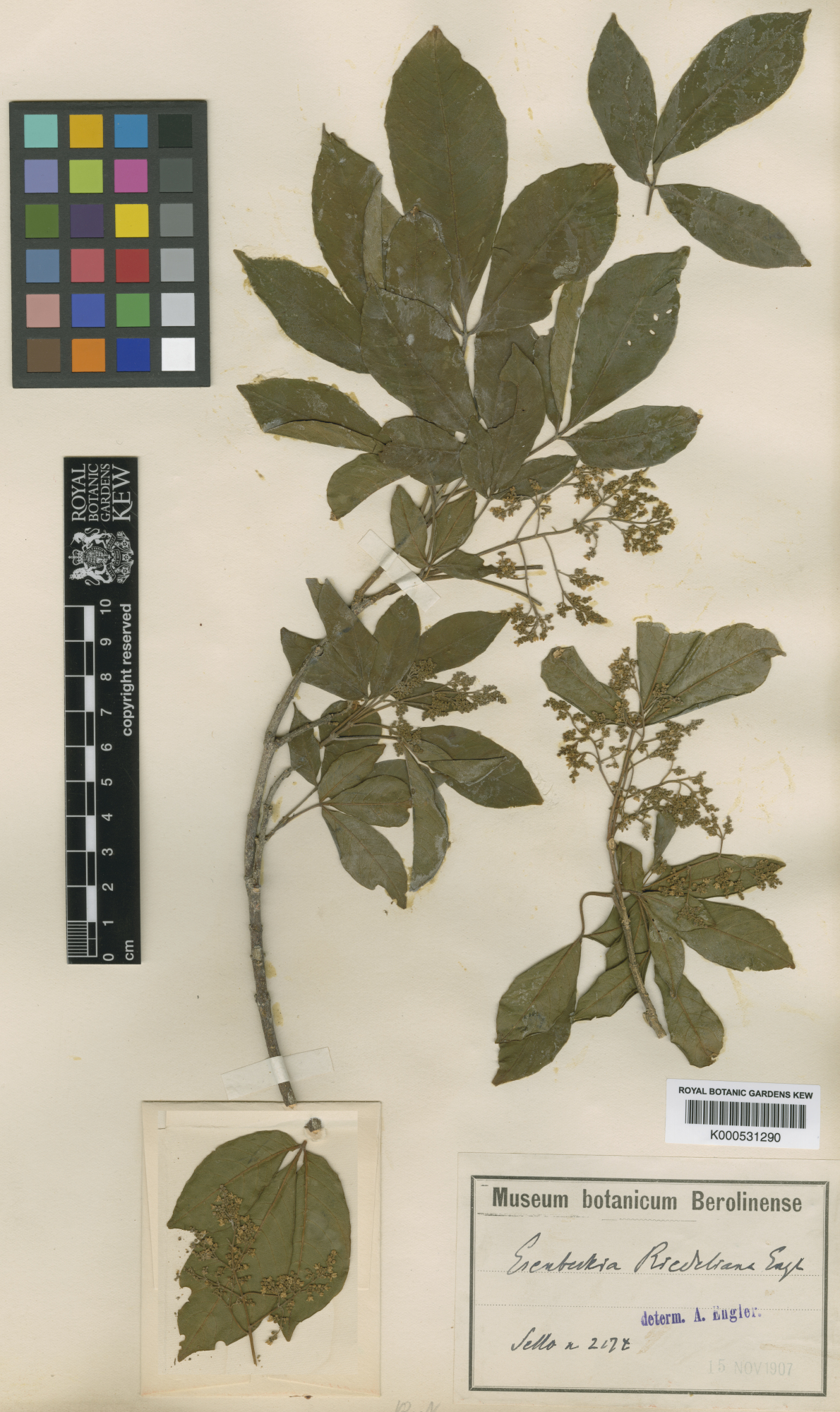
花つきの押し葉標本（Sello 2174; ブラジルにて採取; キュー植物園所蔵、K000531290）

以下、マルフィンの形態的特徴の説明である。#Balfourodendron属全体の定義も併せて参照されたい。
（6-）9-25（-32）メートルの高木; 樹幹は直立し直径25-80（-100）センチメートル。樹皮は淡灰色で平滑。若芽は密着-軟毛つきである。
葉は最初は軟毛つきだが、すぐに（ほぼ）無毛となる; 葉柄は長さ（2-）3-8センチメートルで半円柱形、先端に節が見られる; 小葉柄は長さ2-13ミリメートル; 小葉は倒卵-偏長形から細楕円形、背軸面上にのみ斑点あり、両面に毛状突起あるも主脈上のみ宿存性、背軸のダニ室は密に有毛からほぼ無毛、葉縁は全縁で扁平から弱く外巻き、先端は鋭先形から尖頭、まれに鈍頭、基部は頂小葉上で漸先形から楔形、側小葉は強く漸先形-非対称、頂小葉は7-13（-15）×2-5センチメートル、側小葉は5.5-11.5×1.6-5センチメートル。
花序は概して疎生、多数分枝し長さ（7-）14-19センチメートル; 花柄長さ1-2センチメートル、密に密着-軟毛つきで短い白色の湾曲した毛状突起を有するか無毛となる; 第1列の枝（側生分枝）は（3-）8-10本で、普通ほぼ対生から時に対生、開出、長さ（5-）9-14センチメートル; 苞および前出葉は線形-披針形、短-軟毛あり、長さ約0.8ミリメートル。小花柄は長さ1.6-2.3ミリメートル、軟毛あり。萼片は緑色、ほぼ球状から広卵形、長さ約0.8ミリメートル、外側に軟毛あり。花弁は白色から乳白色、偏長形、先端鈍頭、基部でほぼ爪状、約2.5×約1.5ミリメートル、明瞭-斑点あり、全縁。雄蕊（）は長さ1ミリメートル、花糸は白色、葯は黄色で卵状。
果実は翼果で直径（2.5-）4.5-6センチメートル、翼（）は長さ（2.5-）3-5センチメートル。

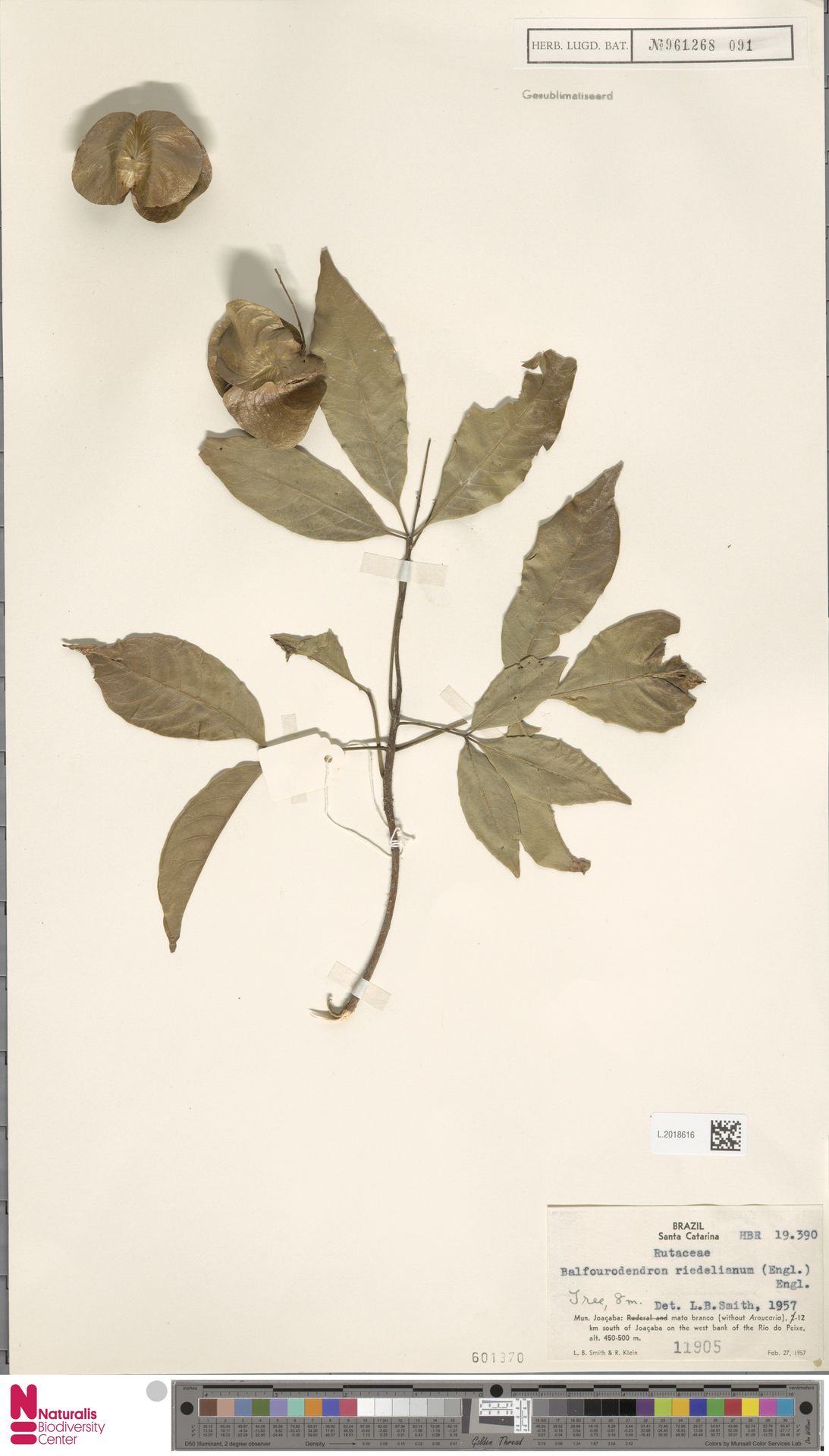
果実つきの押し葉標本（Smith & Klein 11905; 1957年2月27日、ブラジルのサンタカタリーナ州にて採取; オランダ国立植物標本館所蔵、L.2018616）。

## 分布
南アメリカ中南部に分布する。具体的にはブラジル西中央部（マットグロッソ・ド・スル州）、ブラジル南東部（サンパウロ州、ミナスジェライス州）、ブラジル南部（サンタカタリーナ州、パラナ州、リオグランデ・ド・スル州）、パラグアイ、アルゼンチン北東部（コリエンテス州、ミシオネス州）で標本が採取されている。

## 生態
マルフィンはふつう大高木となり、パラナ川流域の中生季節性半落葉林を特徴付けるものとなっている一方、イグアス川流域やウルグアイ川上流域ではさほどありふれた種という訳ではない。サンタカタリーナ州の比較的湿潤な大西洋岸森林では極めてまれにしか見られず、サンタカタリーナ州ではむしろ攪乱された地域が主な生育地である。
マルフィンの開花は8月から2月（もっと言えば10月から12月）にかけてであるが、6月に花をつけた例も1例のみではあるものの確認されている。果実はピラーニが確認した限りでは1月から9月にかけて採取が行われている。

## 分類

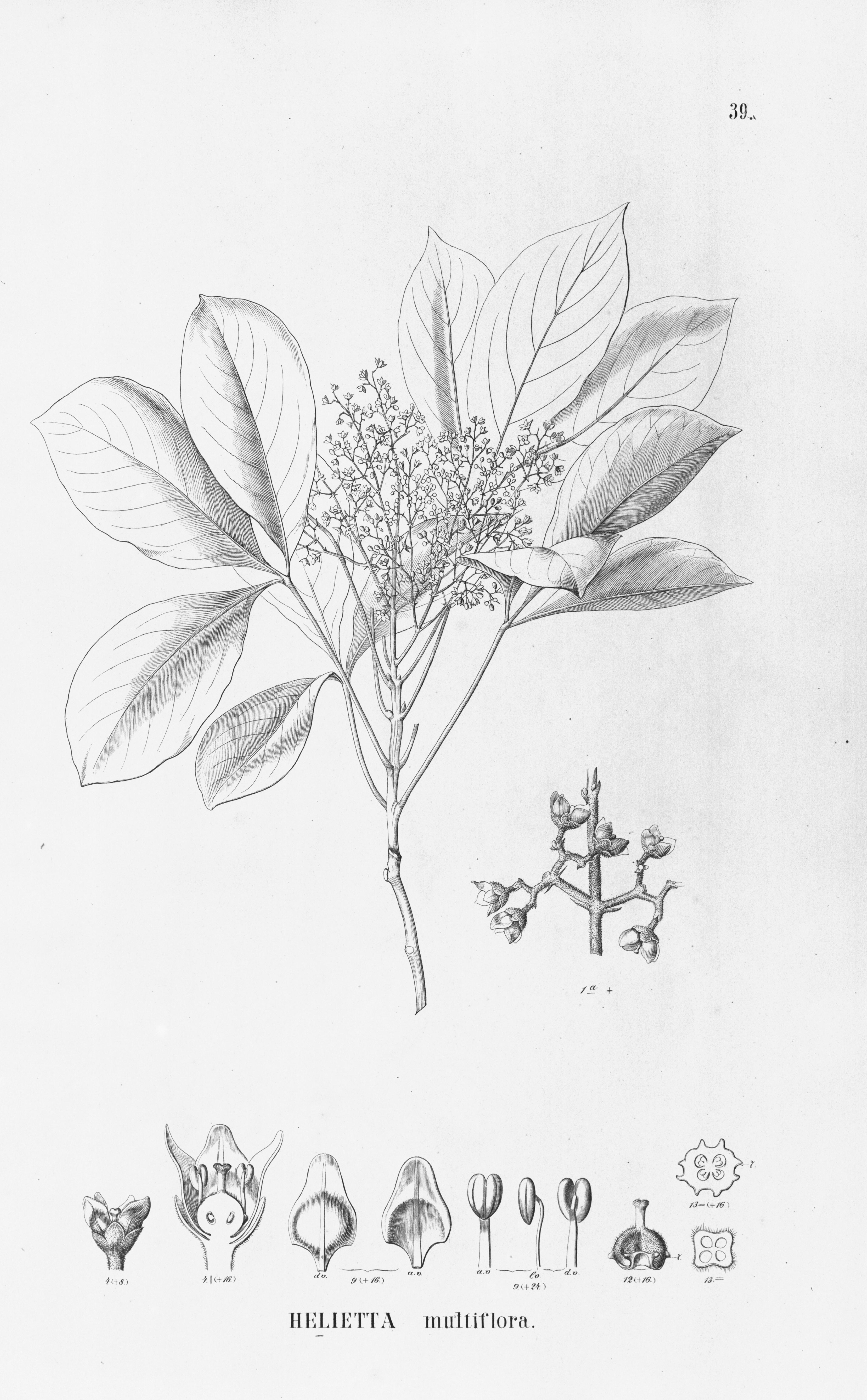
Helietta multiflora の原記載文献における図版（t. 39）。

マルフィンは最初はエセンベッキア属（Esenbeckia）というミカン科の別属の1種 Esenbeckia riedeliana として1874年、ドイツのアドルフ・エングラーにより新種記載された。この時エングラーはサンパウロ州やその周辺で採取された複数の標本（シンタイプ）を引用し、その中にはルートヴィヒ・リーデル（Ludwig Riedel）という人物が採取した標本79番が含まれていた。この動きとは別にイギリスのキュー植物園で働いていたダニエル・オリヴァーは1877年、ジョアキン・コレア・デ・メッロがサンパウロ州カンピーナスで採取した標本を Balfourodendron eburneum として発表した。これがイギリスの植物学者ジョン・ハットン・バルフォアにちなむ Balfourodendron という属名の初出であり、eburneum〈象牙の〉という種小名はその木材が象牙のようであることや俗名の一つを示唆するものであった。エングラーは1896年、Esenbeckia riedeliana を組み替えて Balfourodendron riedelianum とし、B. eburneum よりも優先されるものとした。ジョゼ・ルベンス・ピラーニによるBalfourodendron属および関連属の見直しの際にシンタイプ複数個のうち Sello 2174 がレクトタイプ（選定基準標本）であるとされ、サンパウロの環境研究所（ポルトガル語: Instituto de Pesquisas Ambientais）所蔵の標本が指定されている。なおエングラーは Esenbeckia riedeliana と同じ機会に Helietta multiflora という新種を発表しているが、これも Balfourodendron riedelianum の学名を発表した際にその下に置いている。

### Balfourodendron属
Balfourodendron属は上記のエングラーによる1896年の見直し以降、丸1世紀の間マルフィン1種のみが知られる単型属であった。この流れを変えたのが1998年のジョゼ・ルベンス・ピラーニ (サンパウロ大学所属) による関連属の見直しであり、彼は当時Heliettaという属に置かれていた1種を Balfourodendron molle (Miq.) Pirani とするのがより適切であると判断したのである。ピラーニが見直しの対象とした関連属とはエングラーが設定した亜連 Pteleinae の下に置かれたものであり、その内訳は Helietta属・Balfourodendron属・ホップノキ属（Ptelea）である。ピラーニはこれらの属を区別する上で役立つのは果実であり、花の標本を見ただけでは同じ「亜連」内の別属や、マルフィンの最初の分類先で幾分か類似するエセンベッキア属と誤同定しやすいという旨のことを述べている。
ピラーニにより設定された亜連 Pteleinae の検索表は以下の通りである。
しかしピラーニも加わった後年のある分子系統学的研究では、従来亜連 Pteleinae 下に置かれていた属の大半が Galipeeae という連の下に位置付けられている。旧 Pteleinae 下の属が関係する範囲に限れば、大雑把な系統関係は次のようになる。
ピラーニによるBalfourodendron属の定義は以下の通りである。
マルフィンと同属の Balfourodendron molle (Miq.) Pirani(Wikispecies) との区別法は以下の通りである。
- 高木で（6-）9-25（-32）メートル; 小葉が背軸面上にのみ斑点あり、はっきりと小葉柄つき、先端が鋭先形（まれに鋭頭）、側小葉の基部が漸先形で非対称、葉身が主脈上にのみ軟毛ありか完全に無毛、花弁が長さ約2.5ミリメートル; 翼果の翼（）が長さ約（2.5-）3-5センチメートル。…… マルフィン
- 小高木で3-4（-9）メートル; 小葉は両面とも顕著に斑点あり、無柄から短-小葉柄つき、先端は鈍頭でしばしば凹形、まれに鋭頭、側小葉の基部は鈍頭で非対称、葉身は濃い軟毛があり、この軟毛は部分的に宿存性; 花弁は長さ約2ミリメートル、基部で漸先形; 翼果の翼（）は1.8-2.4センチメートル。…… B. molle

## 利用
マルフィンからは木材が得られる。通常、挽き材や角材の形で船積みされる。
外観にさほど特徴はなく、色は淡黄白色である。心材と辺材との間に差異はほとんど見られないが、心材は黒い筋入りのものも存在する。肌目は非常に精で均一である。
材の性質は重く緻密であり、気乾比重は0.80、乾燥の際は困難もなく、乾燥後も安定し、また加工も容易である。その一方で道具の刃先を急速に鈍磨させる性質も持つ。滑らかで精な表面仕上げとなり得る。靭性や剛性には特に優れており、あらゆる尺度において高い強度を示し、特に耐衝撃荷重性が秀逸である。ただその強靭さのあまり、蒸し曲げには適さないと考えられている。柾目木取りの材面に鉋削りや刳り形加工を行う際は木理を逆立たせる傾向があるため、刃先の角度は浅くした方が良い可能性がある。釘・ネジ着性は良く、接着性も良好である。ステインとつや出し材により表面を美しく滑らかに仕上げることができる。辺材は透水性があるが虫害を受けやすく、心材は耐久性が低く、保存薬剤による処理も難しい。
用途に関しては、靭性に優れた木材であるということもあり、打撃工具の柄やオールなどに適している。原産国においては建築用資材、家具、キャビネットなどに用いられている。肌目が精かつ小ぶりであるため、ろくろ細工に合う木材である。靴の木型、織物用芯材、画材、定規類に用いられ、またメープル材（カエデ属）の理想的な代替材として、歩行頻度の激しい床のフローリング材ともなる。美観に優れた木材はスライスカットにより最高級の化粧単板となり、キャビネットや住宅用羽目板の表面材、さらには象嵌細工にも用いられている。

## 諸言語における呼称
ブラジルポルトガル語では複数の呼び名が存在するが、数多くの押し葉標本や文献においてマルフィンあるいはパウマルフィンという呼び名が見られる。パラグアイやアルゼンチン（ミシオネス州）においてはグアラニー語（由来）の guatambú や yvyrá ñetĩ イヴィラ・ニェティ(ン) という呼称で知られているが、前者は yvá〈果実〉 + tambú〈食用となる甲虫の幼虫〉、後者は yvyrá〈木〉 + ñetĩ〈蠅、ブヨ〉からなり、この木が倒れると急速に蛆虫による被害を受けることからこの名がある。
そのほかの呼称に関してはwikt:マルフィン#翻訳を参照されたい。